# Црква светог великомученика Георгија (Помаз)
Црква светог великомученика Георгија је један од православних храмова Српске православне цркве у Помазу (мађ. Pomáz). Црква припада Будимској епархији Српске православне цркве.
Црква је посвећена светом великомученику Георгију.

## Историјат
Првобитна црква саграђена је 1722. године, а садашња црква је подигнута у другој половини 18. века. Црква светог великомученика Георгија је једноставна, складна барокна црква са тространом апсидом и вратима која имају камене оквире. 
Крајем 18. века ослиакн је Иконостас је. Црква је обнављана о трошку српске црквене општине.
Црква светог великомученика Георгија у Помазу је парохија Архијерејског намесништва будимског чији је Архијерејски намесник Протојереј Зоран Остојић. Администратор парохије је јереј Љубо Милисавић.